# Monzola
Le Monzola est un ruisseau français du Massif central dont le cours est entièrement situé dans le département du Cantal.

## Géographie
Le Monzola  prend sa source à plus de 1,000 mètres d’altitude, en limite des communes d'Anglards-de-Salers et de Saint-Bonnet-de-Salers et rejoint l'Auze en rive gauche en aval de la cascade de Salins.

## Lieux remarquables
- la cascade de Salins, en contrebas du viaduc de Salins